# Seznam angleških pisateljev
Seznam angleških pisateljev.

## A
Harold Acton - Douglas Noël Adams - Joseph Addison - Richard Aldington - Brian Aldiss - Ælfric - Kingsley Amis - Martin Amis - Norman Angell - Cyril Arlington - Matthew Arnold - David Attenborough - Edward St Aubyn - Wystan Hugh Auden - Jane Austen - Alan Ayckbourn - Pam Ayres -

## B
Francis Bacon - 
Robert Baden-Powell -
Samuel Baker - 
J. G. Ballard -
Julian Barnes -
Leslie Barringer -
Isabella Beeton -
Arnold Bennett -
John Berger -
John Betjeman -
William Blake - 
Enid Blyton -
Michael Bond -
James Bowen -
John Braine - Nicholas Breton -
Anne Brontë - 
Charlotte Brontë - 
Emily Brontë -
Kevin Brooks - 
John Bunyan -
Anthony Burgess -
Thomas Burke -
Frances Hodgson Burnett -
Samuel Butler - Edward Bulwer-Lytton

## C
John le Carré (pr.i. David John Moore Cornwell) -
Lewis Carroll - 
Barbara Cartland -
Joyce Cary -
Margaret Cavendish -
George Chapman -
Leslie Charteris -
Geoffrey Chaucer -
G. K. Chesterton - 
Agatha Christie - 
Arthur Charles Clarke -
Chapman Cohen -
Wilkie Collins -
Charles Caleb Colton -
Ivy Compton-Burnett -
Roisin Conaty -
Joseph Conrad -
Charles Cotton -
John Wilson Croker -

## D
Roald Dahl -
Warwick Davis -
Daniel Defoe -
Colin Dexter -
Charles Dickens -
Pete Doherty -
Julia Donaldson -
Arthur Conan Doyle -
Lawrence Durrell -

## E
George Eliot - Harry Enfield - John Evelyn -

## F
Eleanor Farjeon -
Henry Fielding -
Anne Fine -
Robert Fisk -
James Elroy Flecker -
Ian Fleming -
E. M. Forster - 
Frederick Forsyth -
John Fowles -
Mary Frere -

## G
Neil Gaiman -
John Galsworthy -
Elizabeth Gaskell -
Philip Gibbs -
George Gissing -
William Golding - 
Oliver Goldsmith -
Graham Greene -

## H
H. Rider Haggard -
George Charles Haité -
Evelyn Beatrice Hall -
Steven Hall - 
Thomas Hardy -
Robert Harris -
Eliza Haywood -
Donald Henderson -
Eleanor Hibbert -
Thora Hird -
Anthony Horowitz -
Fred Hoyle -
Lucy Hutchinson - 
Aldous Huxley -

## I
Jean Ingelow - Kazuo Ishiguro - Conn Iggulden - Ralph Hammond Innes - Eddie Izzard -

## J
P. D. James - Jerome K. Jerome - Douglas William Jerrold -

## K
Rudyard Kipling - Eric Knight - Giles Kristian - Hanif Kureishi -

## L
Charles Lamb -
Mary Lamb -
Walter Savage Landor -
Philip Larkin -
Hugh Laurie -
David Herbert Lawrence -
Doris Lessing - (Clive Staples Lewis) -
Toby Litt -
Richard Llewellyn - David Lodge - Natasha Lunn -
John Lyly -

## M
Rose Macaulay -
Bernard Malamud -
Katherine Mansfield -
William Somerset Maugham - 
Daphne du Maurier -
Rik Mayall -
Ian McEwan - 
George Meredith -
A. A. Milne -
Ben Moor -
William Morris -
Ralph Hale Mottram -
Jojo Moyes -
Iris Murdoch -
John Middleton Murry -

## N
Thomas Nashe - David Nicholls - Alfred Noyes -

## O
Oliver Onions - George Orwell - Richard Osman -

## P
Frances Partridge - Walter Pater -
Sue Perkins -
Samuel Phillips - 
John William Polidori -
Beatrix Potter -
Terry Pratchett -
John B. Priestley -

## R
Ann Radcliffe - Charles Reade - Ruth Rendell - Samuel Richardson - Sax Rohmer - Nicholas Rowe - Salman Rushdie -

## S
Rafael Sabatini -
Thomas Sackville -
Siegfried Sassoon -
Dorothy L. Sayers -
Simon Scarrow -
Roger Scruton -
Anna Sewell -
William Shakespeare -
Nevil Shute -
Alan Sillitoe -
Tom Slemen -
Tom Rob Smith -
Honora Sneyd -
Laurence Sterne - 
Robert Louis Stevenson - 
Jonathan Stroud - 
Jonathan Swift -

## T
Daniel Tammet -
William Makepeace Thackeray -
John Ronald Reuel Tolkien -
Sue Townsend -
P. L. Travers -
Anthony Trollope -

## U
Barry Unsworth -

## V
Elfrida Vipont -

## W
Edgar Wallace -
Horace Walpole -
Julie Walters -
Minette Walters -
Rex Warner - Alan Watts -
Evelyn Waugh - 
Mary Webb - Fay Weldon -
Herbert George Wells -
Hale White -
T. H. White -
Oscar Wilde - 
Angus Wilson - Jeanette Winterson -
Virginia Woolf -
Thomas Wright -